# Jevgeni Agranovitsj

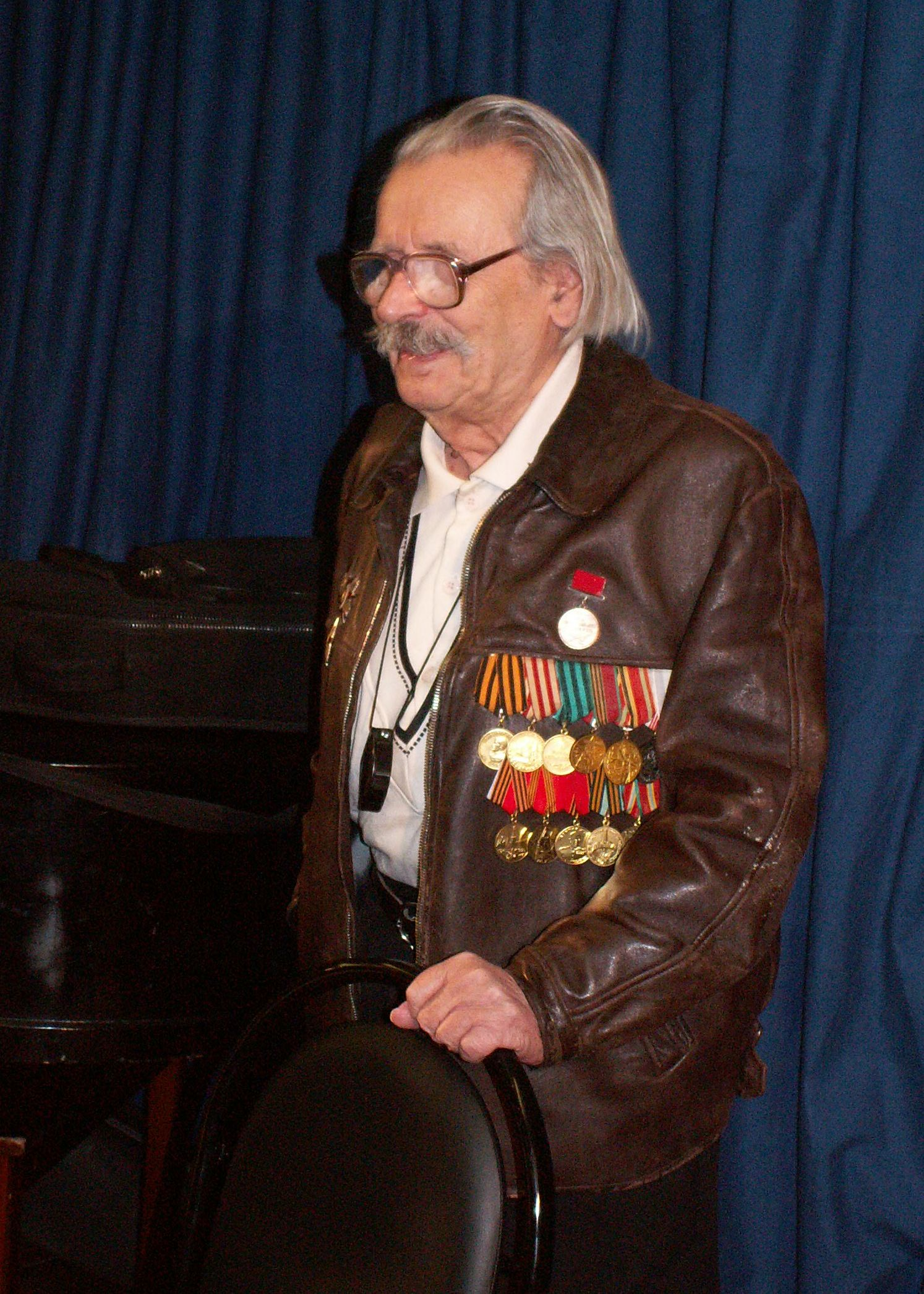
Jevgeni Agranovitsj in 2007

Jevgeni Danilovitsj Agranovitsj (Russisch: Евгений Данилович Агранович) (Orjol, 13 oktober 1918 - Moskou, 29 januari 2010) was een Russisch dichter en bard.
Hij studeerde aan het "Letterkundig Instituut Maksim Gorki". Jevgeni Agranovitsj schreef talrijke populaire Russische liedjes, zoals Одесса-мама (Odessa-mama), Я в весеннем лесу пил берёзовый сок (Ja v vessennem lesoe pil berjozovy sok; "Ik dronk berkensap in het lentebos") en Вечный огонь (Vetsjny Ogon; "De eeuwige vlam").
- Gemeinsame Normdatei: 1238545084
- International Standard Name Identifier: 0000 0004 0323 4881
- Nationale Bibliotheek van Letland: 000168210
- MusicBrainz: 878d0fe4-33cd-4ac2-a99f-484dc90b5029
- Nationale Bibliotheek van Tsjechië: mzk2013755252
- Virtual International Authority File: 299797243
- WorldCat: E39PBJv8CHc3pF8KTprh3y7rbd